# Doxomysis microps
Doxomysis microps är en kräftdjursart som beskrevs av Colosi 1920. Doxomysis microps ingår i släktet Doxomysis och familjen Mysidae. Inga underarter finns listade i Catalogue of Life.